# Yuri Gagarin
Yuri Alekseyevich Gagarin (Klúshino, Óblast Occidental, 9 de marzo de 1934-Kirzhach, Óblast de Vladímir, 27 de marzo de 1968) fue un cosmonauta y piloto soviético que se convirtió en el primer hombre en viajar al espacio exterior, logrando un importante hito en la carrera espacial; su cápsula, Vostok 1, completó una órbita de la Tierra el 12 de abril de 1961. Gagarin pasó a ser una celebridad internacional y fue galardonado con numerosas medallas y títulos, incluido el de Héroe de la Unión Soviética, la mayor condecoración de su país.
Gagarin nació en el pueblo de Klúshino, cerca de Gzhatsk (una ciudad después rebautizada con su nombre, Gagarin). En su juventud trabajó en una fundición de acero en la ciudad de Liúbertsi. Después se unió a la Fuerza Aérea Soviética como piloto y fue destinado a la base aérea de Luostari, cerca de la frontera con Noruega, antes de ser seleccionado para el programa espacial de la Unión Soviética, junto a otros cinco candidatos a cosmonauta. Tras su pionero vuelo espacial, Gagarin pasó a ser director adjunto de entrenamiento del Centro de Entrenamiento de Cosmonautas, institución que también más tarde fue renombrada en su honor. Además, fue elegido primero diputado del Sóviet de la Unión en 1962 y después del Sóviet de las Nacionalidades, respectivamente las cámaras baja y alta del Sóviet Supremo de la Unión Soviética, máximo órgano legislativo de la Unión Soviética.
Su órbita en la nave Vostok 1 fue su único vuelo espacial, aunque fue designado como tripulante de reserva para la misión Soyuz 1, que terminó en un accidente mortal en el que falleció su amigo y compañero cosmonauta Vladímir Komarov. Convertido en un héroe y temiendo por su vida, las autoridades soviéticas le prohibieron permanentemente realizar más vuelos espaciales. No obstante, se le permitió volver a pilotar aviones después de completar el 17 de febrero de 1968 un curso de entrenamiento en la Academia de Ingeniería de la Fuerza Aérea Zhukovski. Finalmente, cinco semanas después, Gagarin murió cuando el caza de entrenamiento MiG-15 que pilotaba junto a su instructor de vuelo se estrelló cerca de la localidad de Kirzhach.

## Infancia y juventud
Yuri Gagarin nació el 9 de marzo de 1934 en el pueblo de Klúshino, cerca de Gzhatsk (una localidad hoy bautizada con su nombre). Sus progenitores trabajaban en un koljós, una granja colectiva, donde su padre Alekséi Ivánovich Gagarin era carpintero y su madre Anna Timoféievna Gagárina (de soltera, Matvéieva) se ocupaba de una granja lechera. Fue el tercero de cuatro hermanos. Su hermano mayor Valentín había nacido en 1924 y para cuando Yuri vino al mundo ya ayudaba con las vacas de la granja. Su hermana Zoya, nacida en 1927, ayudó a cuidar del pequeño Yuri y su hermano menor Borís, que nacería en 1936.
Como millones de ciudadanos soviéticos, la familia Gagarin sufrió la ocupación nazi de la Unión Soviética durante la Segunda Guerra Mundial, pues Klúshino fue ocupada en noviembre de 1941 durante el avance alemán hacia Moscú y un oficial germano se instaló en la residencia Gagarin. La familia recibió permiso para construir una cabaña de barro de 9 m2 de superficie en el terreno trasero de la casa y allí tuvieron que vivir durante veintidós meses hasta el final de la ocupación. Los dos hermanos mayores fueron deportados por los alemanes en 1943 a Polonia como mano de obra esclava y no pudieron regresar hasta el final de la guerra en 1945. Un año después toda la familia se mudó a Gzhatsk, donde Yuri continuó su educación secundaria.

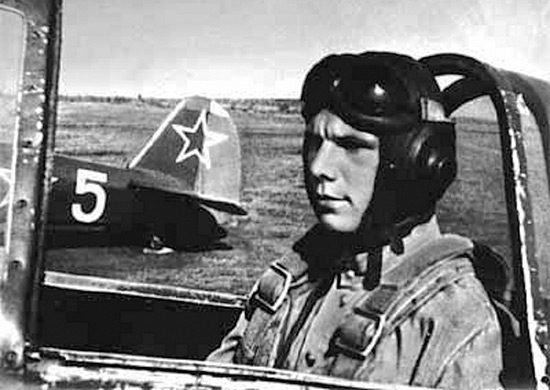
Gagarin como cadete del club de vuelo de Sarátov (c. 1954).

En 1950, cuando tenía 16 años, Gagarin inició su aprendizaje como trabajador de una fundición en una acería en Liúbertsi, cerca de Moscú, al tiempo que se matriculó en una escuela local de clases vespertinas para trabajadores jóvenes. Después de graduarse en 1951 en esa escuela vocacional, con honores en la elaboración de moldes y trabajo de fundición, fue seleccionado para una formación adicional en la Escuela de Técnica Industrial de Sarátov, en la que estudió tractores. En Sarátov, se presentó voluntario en un club de vuelo local para un entrenamiento de fin de semana como cadete aéreo soviético, donde recibió instrucción para pilotar un biplano y después un Yak-18. Al tiempo ganaba un sueldo extra como trabajador de muelle a tiempo parcial en el río Volga.

## Fuerza Aérea Soviética
En 1955, fue admitido en la Primera Escuela Superior de Pilotos de la Fuerza Aérea Chkálovski, una escuela de aviación en Oremburgo donde comenzó su formación para pilotar el Yak-18 que ya le era familiar y, en febrero de 1956, se graduó en el entrenamiento de MiG-15. Gagarin sufrió dos aterrizajes accidentados con el avión biplaza de instrucción, con lo que se arriesgó a ser despedido del entrenamiento de pilotos. Sin embargo, el comandante del regimiento decidió darle otra oportunidad en los aterrizajes y su instructor de vuelo le puso un cojín en el asiento para mejorar su visión desde la cabina, con lo cual consiguió aterrizar bien. Completada su evaluación en la aeronave de entrenamiento, comenzó a volar solo en 1957.
El 5 de noviembre de 1957, ya había acumulado 166 horas y 47 minutos de tiempo de vuelo, por lo que fue ascendido a teniente en la Fuerza Aérea Soviética. Se graduó de la escuela de vuelo al día siguiente y fue enviado a la Base Aérea de Luostari, cerca de la frontera noruega en el Óblast de Múrmansk, para una asignación de dos años con la Flota del Norte. El 7 de julio de 1959, fue nombrado Piloto Militar de 3.ª clase. Después de interesarse en la exploración espacial tras el lanzamiento de la sonda espacial Luna 3 el 6 de octubre de 1959, el teniente coronel Babushkin respaldó y remitió su recomendación de Gagarin para el Programa espacial de la Unión Soviética. Para entonces, había acumulado 265 horas de tiempo de vuelo. El 6 de noviembre de 1959, fue ascendido a teniente primero y tres semanas después fue entrevistado por una comisión médica para su clasificación para el programa espacial.

## Programa espacial soviético

### Selección y entrenamiento
La selección de Gagarin para el Programa Vostok fue supervisada por la Comisión Médica Central de Vuelo dirigida por el Mayor General Konstantín Fiódorovich Borodín del Servicio Médico del Ejército soviético. Se sometió a pruebas físicas y psicológicas realizadas en el Hospital de Investigación Científica Central de Aviación, en Moscú. Esa comisión médica estaba comandada por el coronel A. S. Usánov, y de ella también formaban parte el coronel Yevgueni Anatóliyevich Kárpov, posterior director del Centro de entrenamiento, el coronel Vladímir Ivánovich Yazdovski, jefe médico para el vuelo de Gagarin, y el mayor general Aleksandr Nikoláyevich Babiychuk, un oficial médico del estado mayor del Comandante en Jefe de la Fuerza Aérea Soviética. La comisión limitó su selección a pilotos de entre 25 y 30 años. El ingeniero jefe del programa, Serguéi Koroliov, especificó también que los candidatos debían pesar menos de 72 kg y no ser más altos de 1,70 metros para caber en el espacio limitado de la nave espacial Vostok; Gagarin medía 1,57 metros.
De los 154 pilotos preseleccionados por sus unidades de la Fuerza Aérea, los médicos militares eligieron a 29 candidatos a cosmonauta, de los cuales 20 resultaron aprobados por el Comité de Credenciales del Gobierno de la Unión Soviética. Los primeros doce, incluido Gagarin, recibieron la aprobación el 7 de marzo de 1960; a ellos se añadieron ocho más en varias órdenes posteriores emitidas hasta junio. Gagarin comenzó a entrenar en el aeródromo Jodynka, en el centro de Moscú, el 15 de marzo de 1960 bajo un régimen de entrenamiento que implicaba ejercicios físicos vigorosos y repetitivos que Alekséi Leónov, miembro del grupo inicial de doce, describió como algo similar a la preparación para los Juegos Olímpicos. En abril de 1960, comenzaron a practicar saltos con paracaídas en el óblast de Sarátov y cada uno completó entre 40 y 50 saltos, tanto a baja como a gran altitud, en tierra y en agua.
Gagarin contaba con el favor de sus compañeros, pues cuando se les pidió que votaran anónimamente por un candidato que, además de ellos, les gustaría que fuera de los primeros en volar, todos menos tres lo eligieron a él. Uno de estos candidatos, Yevgueni Jrunov, creía que Gagarin estaba muy concentrado y se exigía mucho a sí mismo y a los demás cuando era necesario. El 30 de mayo de 1960, fue seleccionado para un grupo de entrenamiento acelerado, conocido como «Los Seis de Vanguardia» o «Los Seis de Sochi», del cual se elegirían los primeros cosmonautas del programa Vostok. Los otros miembros del grupo fueron Anatoli Kartashov, Andrián Nikoláyev, Pável Popóvich, Guerman Titov y Valentín Varlámov. Sin embargo, Kartashov y Varlámov resultaron heridos y fueron reemplazados por Jrunov y Grigori Neliúbov.
Como varios de los candidatos seleccionados para el programa, incluido Gagarin, no tenían títulos de educación superior, se inscribieron en un programa de cursos por correspondencia en la Academia de Ingeniería de la Fuerza Aérea Zhukovski. Yuri se inscribió en el programa en septiembre de 1960 y no obtuvo su diploma de especialista hasta principios de 1968. También fue sometido a experimentos diseñados para probar su resistencia física y psicológica, como las pruebas de hipoxia (falta de oxígeno) en las que los cosmonautas fueron encerrados en una cámara de aislamiento en la que el aire se bombeaba lentamente, o experimentando fuerza g centrífuga. Las pruebas psicológicas incluyeron meter a los candidatos en una cámara anecoica en completo aislamiento, en la cual Gagarin permaneció del 26 de julio al 5 de agosto. En agosto de 1960, un médico de la Fuerza Aérea Soviética evaluó su personalidad de la siguiente manera:

Modesto; se avergüenza cuando su humor es demasiado ácido; alto grado de desarrollo intelectual evidente en Yuri; memoria fantástica, se distingue de sus colegas por su agudo y amplio sentido de atención a su entorno; una imaginación bien desarrollada; reacciones rápidas, perseverante, se prepara minuciosamente para sus actividades y ejercicios de entrenamiento, domina la mecánica celeste y las fórmulas matemáticas con facilidad, además de sobresalir en matemáticas avanzadas; no se autolimita cuando tiene que defender su punto de vista si lo considera correcto. Parece que entiende la vida mejor que muchos de sus amigos.

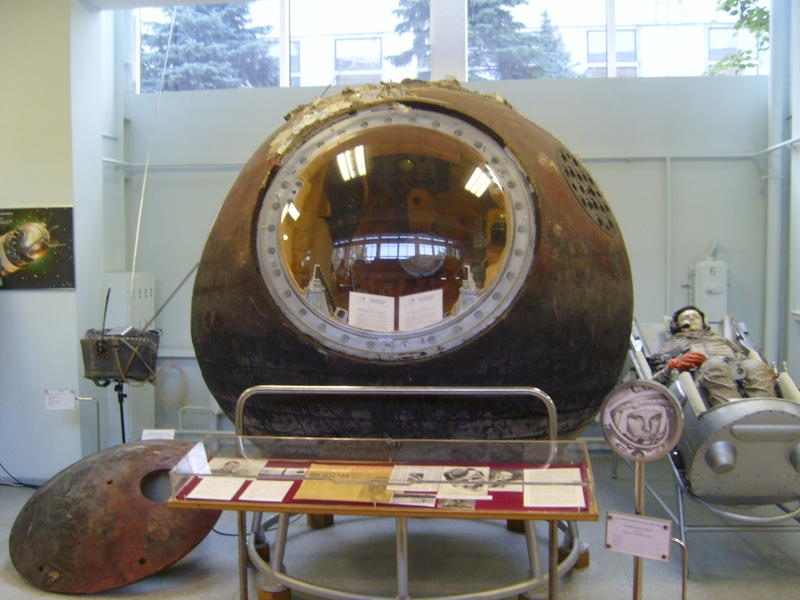
Cápsula espacial Vostok 3KA de Gagarin en el museo de RKK Energiya en Koroliov, cerca de Moscú.

Los Seis de Vanguardia recibieron el título de piloto-cosmonauta en enero de 1961  y participaron en un examen de dos días realizado por una comisión interdepartamental especial dirigida por el teniente general Nikolái Kamanin, el supervisor del programa Vostok. La comisión se encargó de clasificar a los candidatos en función de su preparación para la primera misión humana Vostok. El 17 de enero fueron puestos a prueba en un simulador del Instituto de Investigación de Vuelo M. M. Grómov dentro de una réplica a tamaño real de la cápsula Vostok. Gagarin, Nikoláyev, Popóvich y Titov recibieron excelentes calificaciones en el primer día de la prueba, en la cual se les pidió que describieran las diversas fases de la misión, seguidas de preguntas de la comisión. El segundo día, se les realizó un examen escrito, tras el cual la comisión especial clasificó a Gagarin como el mejor candidato. Él y los siguientes dos cosmonautas de mayor rango, Titov y Neliúbov, fueron enviados a Tyuratam para los preparativos finales. El 7 de abril, Gagarin y Titov fueron seleccionados para entrenar en la nave espacial ya preparada para el vuelo. El historiador Asif Siddiqi escribió sobre la selección final:

Al final, en la reunión de la Comisión de Estado el 8 de abril, Kamanin se puso de pie y nominó formalmente a Gagarin como piloto principal y a Titov como suplementario. Sin mucha discusión, la comisión aprobó la propuesta y pasó a otras cuestiones logísticas de última hora. Se asumió que en caso de que Gagarin sufriera problemas de salud antes del despegue, Titov ocuparía su lugar y Neliúbov pasaría a ser suplementario.

### Vostok 1

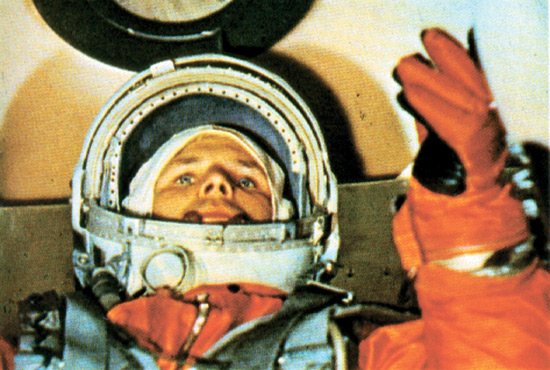
Yuri Gagarin justo antes del despegue.

El 12 de abril de 1961, a las 6:07 a. m. UTC se lanzó la nave espacial Vostok 3KA-3 (Vostok 1) desde el Cosmódromo de Baikonur con Yuri Gagarin a bordo, el primer humano en viajar al espacio. Usó el distintivo de llamada Kedr –en ruso: Кедр, pino siberiano o cedro y durante el lanzamiento del cohete se registró por radio el siguiente diálogo entre la sala de control y el cosmonauta:

Koroliov: Etapa preliminar... intermedia... principal... ¡Despegue! Le deseamos un buen vuelo. Todo está bien.

Gagarin: ¡Vamos! Adiós, hasta pronto, queridos amigos.

La despedida de Gagarin a Koroliov usando la palabra informal ¡Poyéjali! (Поехали!, ¡Vamos!) se hizo después muy popular en el bloque comunista porque se usaba para referirse al comienzo de la era espacial. Los cinco motores de la primera etapa quemaron combustible hasta que los cuatro impulsores laterales se desprendieron para dejar la nave en una trayectoria suborbital con solo el motor central, momento en el que la parte central se separó y la parte superior lo llevó a la órbita. Una vez que esta parte terminó de impulsar la cápsula, esta también se separó de la nave espacial. Gagarin estuvo orbitando nuestro planeta durante 108 minutos hasta que a unos 7000 metros de altitud fue expulsado de la cápsula descendente según lo planeado y aterrizó en Kazajistán usando un paracaídas. Se había convertido así en el primer ser humano en orbitar la Tierra.
En su informe posterior al vuelo describió que «La sensación de ingravidez era algo desconocida en comparación con las condiciones de la Tierra; te sientes como si estuvieras colgado de correas en una posición horizontal, como suspendido». También escribió en su autobiografía, lanzada el mismo año, que durante la reentrada cantó la canción «La patria oye, la patria sabe» («Родина слышит, Родина знает»). Mientras estaba volando, una orden especial de autoridades soviéticas reconoció a Gagarin como piloto militar cualificado de primera clase y fue ascendido al rango de mayor.
Existía la preocupación de que el récord del vuelo espacial no fuera certificado por la Federación Aeronáutica Internacional (FAI), el organismo rector mundial de estandarización y mantenimiento de registros, que en ese momento requería que el piloto aterrizara con la nave. El piloto y las autoridades soviéticas inicialmente se negaron a admitir que no había aterrizado con su nave espacial para así obtener el reconocimiento, pero la mentira se destapó cuatro meses después, tras el vuelo de Titov en la Vostok 2. Según las antiguas definiciones de la FAI, la misión se habría considerado un vuelo espacial "incompleto". A pesar de todo, el récord fue certificado y reafirmado nuevamente por la FAI, que revisó sus reglas y reconoció que los pasos cruciales del lanzamiento, órbita y regreso seguros del piloto se habían logrado. Gagarin continúa siendo reconocido internacionalmente como el primer humano en el espacio y el primero en orbitar la Tierra.

## Después de la Vostok 1

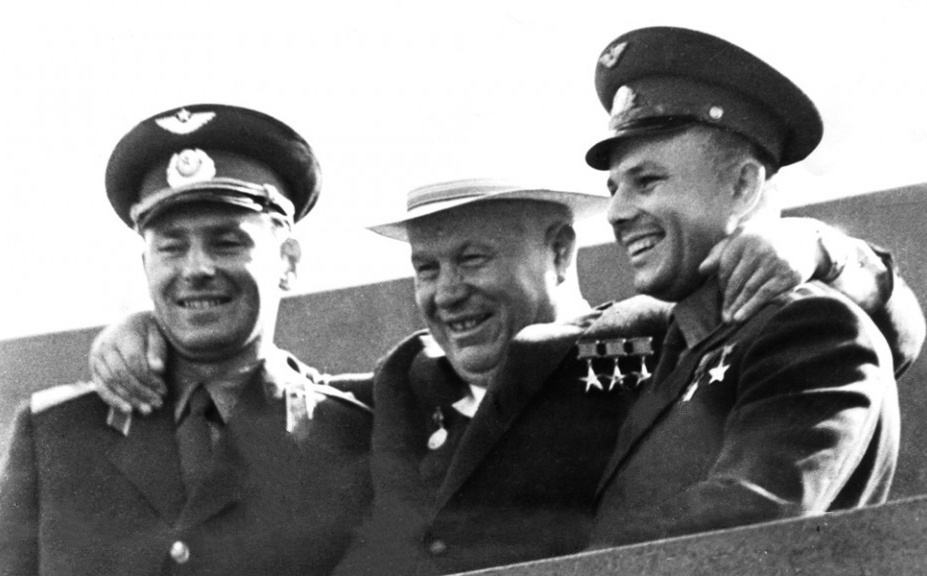
Guerman Titov, Nikita Jrushchov y Gagarin en la Plaza Roja el 20 de noviembre de 1961.

El vuelo de Gagarin fue un triunfo para el programa espacial soviético y lo convirtió en un héroe nacional de la Unión Soviética y del Bloque comunista, así como en una celebridad mundial. Periódicos de todo el mundo publicaron su biografía y detalles de su vuelo, mientras que en Moscú se organizó una larga caravana de vehículos en la que desfiló escoltado por importantes cargos de la Unión Soviética hasta el Kremlin donde, en una lujosa ceremonia, Nikita Jruschov le otorgó el título de Héroe de la Unión Soviética. Otras ciudades del país también realizaron celebraciones masivas, cuya escala solo fue superada por los Desfiles de la Victoria de la Segunda Guerra Mundial.

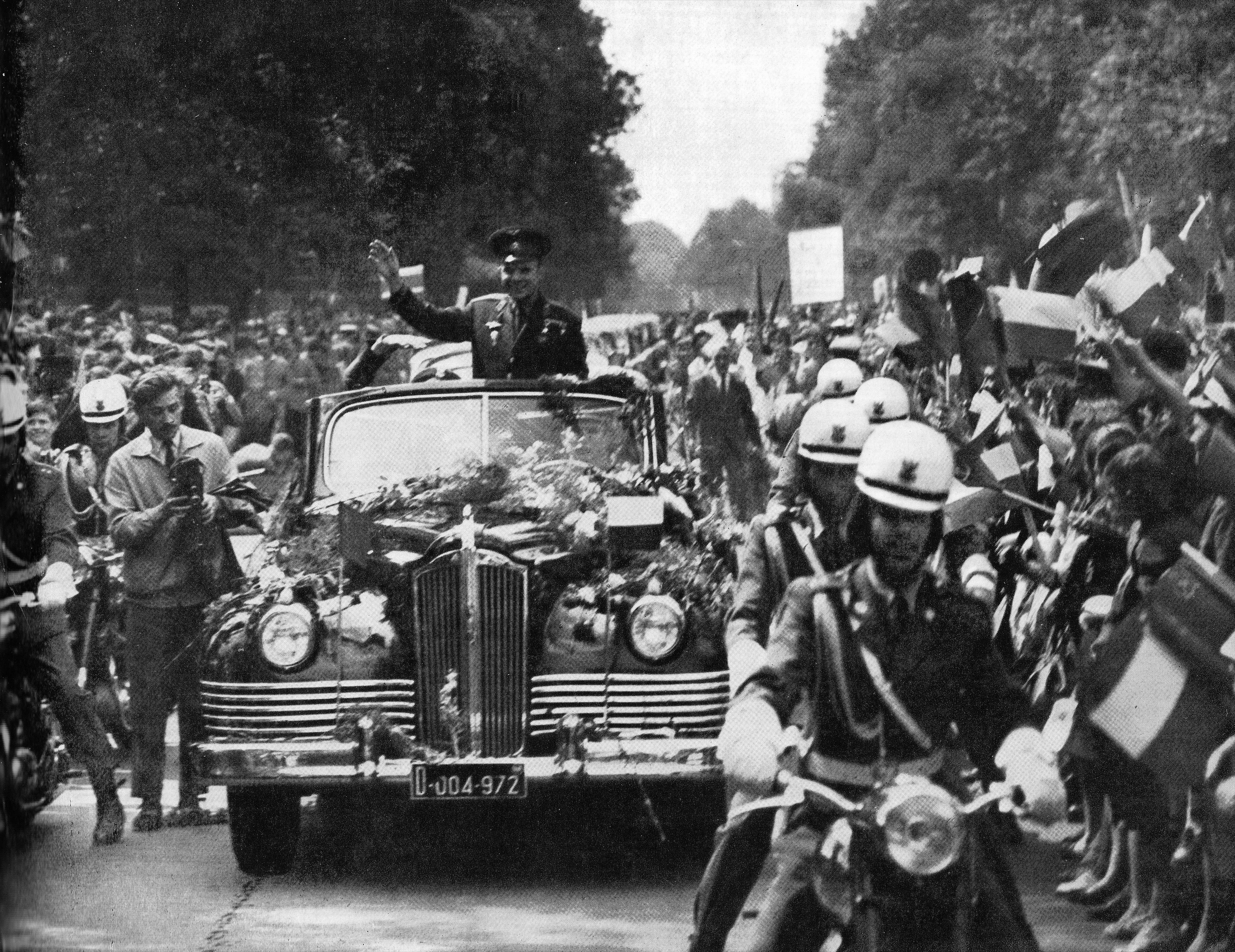
Multitudinaria bienvenida a Gagarin en Varsovia, Polonia (1961)

Gagarin se ganó una reputación como personaje público experto y destacó por su sonrisa carismática. El 15 de abril de 1961, acompañado de funcionarios de la Academia de Ciencias de la Unión Soviética, respondió preguntas en una conferencia de prensa en Moscú a la que, según los informes, asistieron mil periodistas.
Visitó el Reino Unido tres meses después de la misión Vostok 1, yendo a Londres y Mánchester, ciudad esta última en la que rechazó un paraguas en medio de una copiosa lluvia e insistió en que el techo del coche descapotable en el que viajaba permaneciera abierto para que las multitudes que lo vitoreaban pudieran verlo. En los cuatro meses posteriores a su vuelo histórico viajó a Brasil, Bulgaria, Canadá, Cuba, Checoslovaquia, Finlandia, Hungría e Islandia, aunque en total aceptó invitaciones para viajar a unos treinta países en años posteriores. Debido a su popularidad como símbolo de un triunfo soviético en la carrera espacial, el presidente estadounidense John F. Kennedy le prohibió visitar los Estados Unidos.
La figura de Gagarin se convirtió en icono del triunfo del sistema soviético y sirvió de ejemplo para sus conciudadanos, como él mismo lo manifestaría en su libro Veo la tierra:

Después de haber cumplido la misión espacial me era difícil pasear por las calles de Moscú y la Plaza Roja sin que nadie se fijara en mí y sin ser reconocido. La popularidad es una cosa irreparable. Uno se ve obligado a meditar ¿a qué y a quién se debe?

Un corresponsal extranjero me preguntó: ¿No le fastidia a usted, Gagarin, esa celebridad que se ha granjeado a partir del 12 de abril de 1961? Ahora, seguro tiene garantizado el descanso hasta los últimos días de su vida...

¿Descansar?, repliqué. Aquí en la Unión Soviética, todos trabajan, y las personas célebres, Héroes de la Unión Soviética y del Trabajo Socialista, lo hacen con tanta mayor dedicación. Son miles en el país, y procuran trabajar lo mejor posible, sirviendo de ejemplo a imitar por los demás.

En 1962, Gagarin comenzó a servir como diputado del Sóviet de la Unión, y fue elegido miembro del Comité Central de la Unión Comunista de la Juventud (Komsomol). Después regresó a la Ciudad de las Estrellas, las instalaciones de los cosmonautas, donde pasó varios años trabajando en diseños para una nave espacial reutilizable. Ascendió al rango de teniente coronel de las Fuerzas Aéreas Soviéticas el 12 de junio de 1962 y a coronel el 6 de noviembre de 1963. El 20 de diciembre, se convirtió en Director Adjunto de Entrenamiento de las instalaciones de entrenamiento de cosmonautas. Las autoridades soviéticas, incluido Kamanin, trataron de mantenerlo alejado de cualquier vuelo, preocupados por perder a su héroe en un accidente y señalaron que era «demasiado querido por la humanidad como para arriesgar su vida en aras de un vuelo espacial ordinario». Kamanin también estaba preocupado por la afición a la bebida de Gagarin y creía que su repentino ascenso a la fama había afectado al cosmonauta, pues aunque algunos conocidos dicen que había sido un «bebedor sensato», su agenda de giras lo situaba en eventos sociales en los que se consumía mucho alcohol.

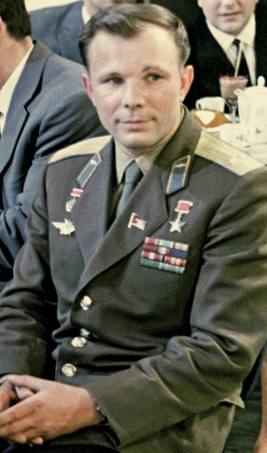
Yuri Gagarin en una ceremonia en 1963.

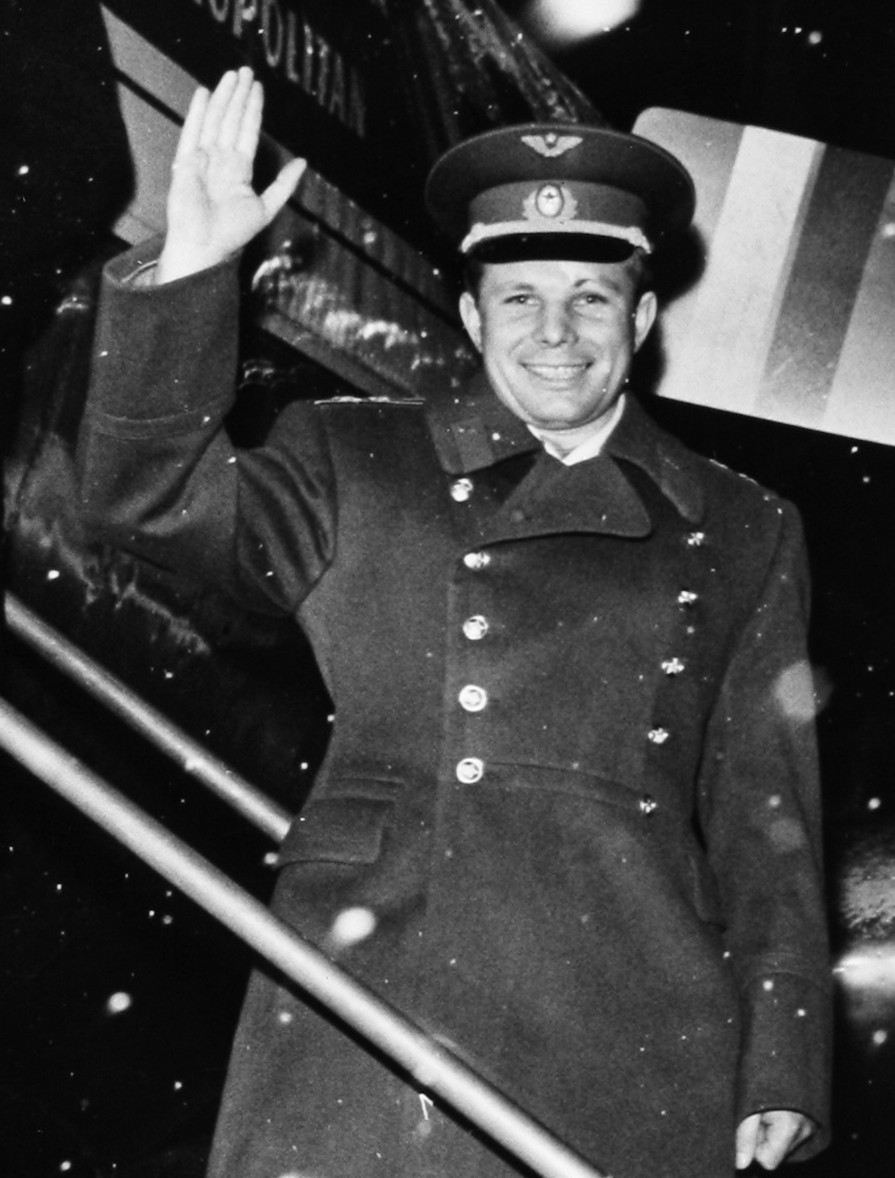
Gagarin en Suecia en marzo de 1964.

Dos años después, fue reelegido como diputado de la Unión Soviética, pero esta vez para el Sóviet de las Nacionalidades, la cámara alta. Al año siguiente, comenzó a preparase de nuevo como piloto de combate y actuó como piloto de respaldo para su amigo Vladímir Mijáilovich Komarov en el vuelo de la Soyuz 1 después de cinco años sin servir en este rol. Kamanin se había opuesto a la reasignación de Gagarin como entrenador de cosmonautas porque había aumentado de peso y sus habilidades de vuelo se habían deteriorado, lo cual no impidió que siguiera siendo considerado un firme candidato a pilotar la Soyuz 1 hasta que fue reemplazado por Komarov en abril de 1966 y reasignado a la Soyuz 3.
El lanzamiento de la Soyuz 1 se apresuró debido a presiones políticas y a pesar de las protestas de Gagarin porque creía que eran necesarias más precauciones de seguridad. Acompañó a Komarov al cohete antes del lanzamiento y le transmitió instrucciones desde el control de tierra después de que surgieran múltiples fallos en los sistemas de la nave espacial. A pesar de todos sus esfuerzos, los paracaídas de la Soyuz 1 no se abrieron y la nave se estrelló en tierra provocando la muerte instantánea de Komarov. Después del accidente a Gagarin le prohibieron permanentemente participar en la preparación de nuevos cosmonautas y en vuelos espaciales, además de impedirle volar solo, una degradación que nunca aceptó plenamente y que luchó por recuperar. Fue relevado temporalmente de sus deberes militares para enfocarse en lo académico con la promesa de que podría reanudar los entrenamientos de vuelo. El 17 de febrero de 1968, defendió con éxito su tesis de ingeniería aeroespacial sobre el tema de la configuración aerodinámica del avión espacial y se graduó cum laude en la Academia de Ingeniería de la Fuerza Aérea Zhukovski.

## Vida privada

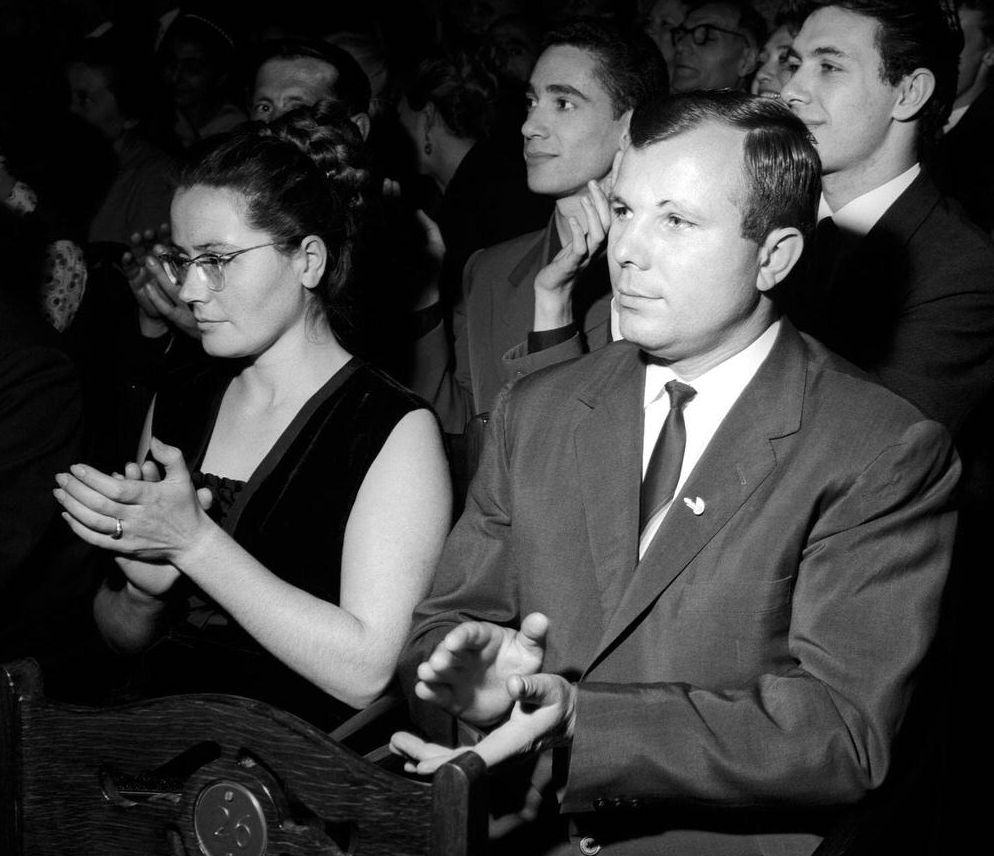
Gagarin y su esposa Valentina en un concierto en Moscú en 1964.

A Gagarin le encantaba el deporte: jugaba al hockey sobre hielo como portero, era aficionado al baloncesto y fue entrenador del equipo de este deporte en la Escuela Técnica Industrial de Sarátov, además de ser árbitro.
En 1957, mientras era cadete en la escuela de vuelo, conoció en las celebraciones del Primero de Mayo en la Plaza Roja de Moscú a Valentina Goriácheva, una técnica médica que se había graduado de la Escuela de Medicina de Oremburgo con la que se casó el 7 de noviembre de ese año, el mismo día en que Gagarin se graduaba en su escuela de vuelo. Tuvieron dos hijas: Elena Yúrievna Gagárina, nacida en 1959, que es historiadora del arte y ha trabajado como directora general de los Museos del Kremlin de Moscú desde 2001; y Galina Yúrievna Gagárina, nacida en 1961, profesora de economía y jefa de departamento en la Universidad Rusa de Economía Plejánov en Moscú. En septiembre de 1961, cuando ya era una celebridad, Gagarin fue descubierto por su esposa en un centro turístico del Mar Negro manteniendo relaciones con una enfermera que lo había cuidado después de un accidente de navegación, por lo que intentó escapar a través de una ventana y saltó de un balcón del segundo piso, pero se lesionó en el rostro y le quedó una cicatriz permanente sobre su ceja izquierda.
Algunas fuentes sostienen que Gagarin comentó durante su vuelo: «No veo a Dios aquí arriba», aunque tales palabras no aparecen en el registro literal de sus conversaciones con las estaciones terrestres durante el vuelo espacial. En una entrevista de 2006, el coronel Valentín Petrov, amigo del cosmonauta, declaró que él nunca dijo esas palabras y que la cita se originó en el discurso de Nikita Jrushchov en el pleno del Comité Central del Partido Comunista de la Unión Soviética sobre la campaña antirreligiosa del estado, quien dijo que «Gagarin voló al espacio, pero no vio allí ningún Dios». Petrov también comentó que el piloto había sido bautizado de niño en la Iglesia ortodoxa rusa, mientras que en 2011 en un artículo de la revista Foma se citaron unas palabras del rector de la iglesia ortodoxa de la Ciudad de las Estrellas que sostenían que «Gagarin bautizó a su hija mayor Elena poco antes de su vuelo espacial, su familia solía celebrar la Navidad y las Pascuas y tenían iconos en casa».

## Fallecimiento

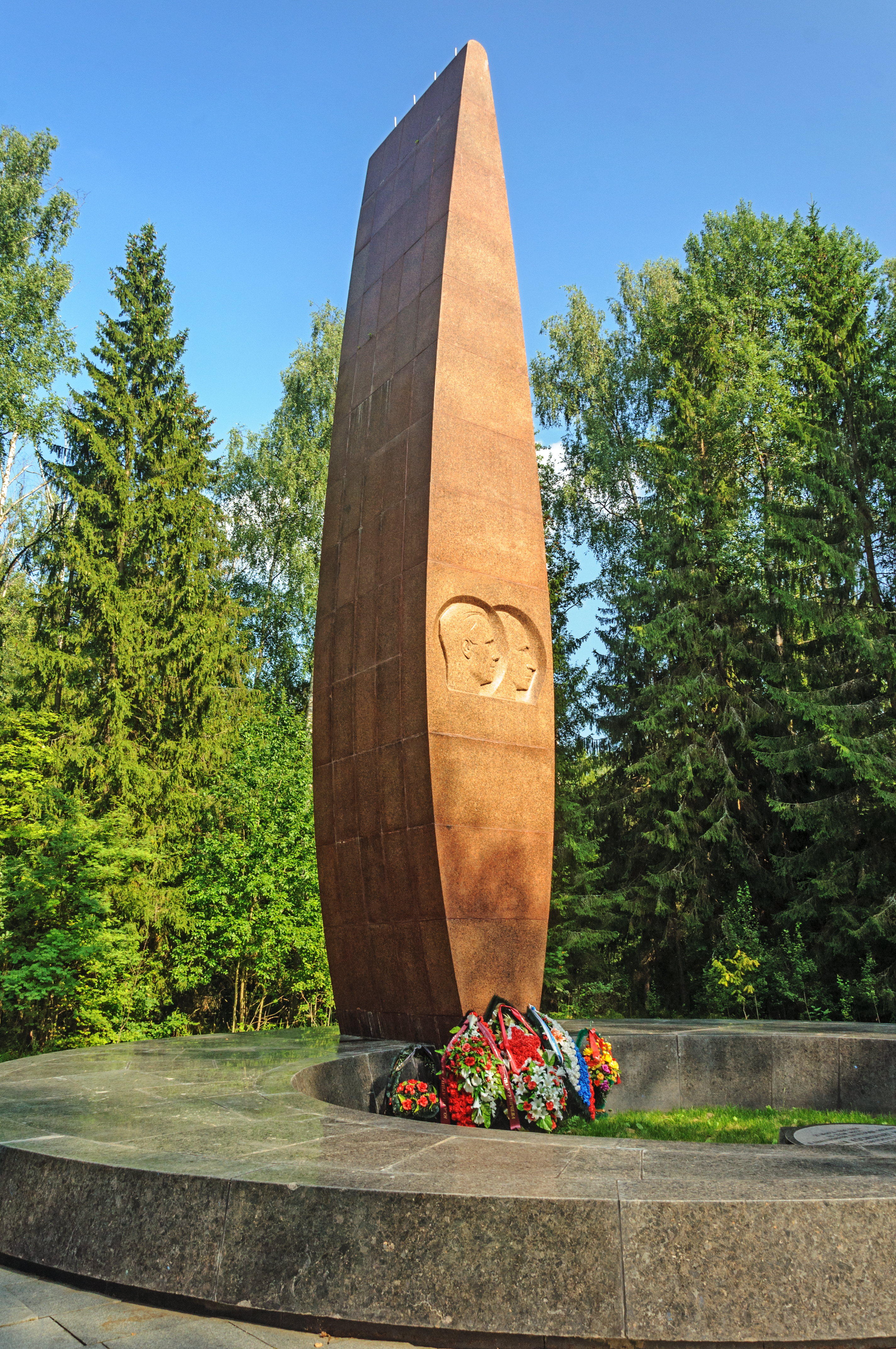
Obelisco levantado en 1975 en el lugar de la muerte de Gagarin y Seryoguin en el raión de Kirzhach.

El 27 de marzo de 1968, mientras realizaban un vuelo rutinario de entrenamiento desde la Base Aérea Chkálovski, Gagarin y el instructor de vuelo Vladímir Seryoguin perdieron la vida cuando su caza de combate MiG-15UTI n.º 612739, número de fuselaje 18, de fabricación checa,se estrelló cerca de la ciudad de Kirzhach. Los cuerpos de ambos fueron incinerados y sus cenizas inhumadas en la Necrópolis de la Muralla del Kremlin. La causa del accidente en que murieron no está esclarecida debido a que siempre ha estado envuelta en el secretismo, lo cual ha propiciado el surgimiento de varias teorías. Se llevaron a cabo al menos tres investigaciones sobre el accidente por parte de la Fuerza Aérea, por orden oficial del gobierno y por el KGB. Según una biografía de Gagarin escrita por Jamie Doran y Piers Bizony titulada Starman: La verdad detrás de la leyenda de Yuri Gagarin, el KGB trabajó «no solo junto a la Fuerza Aérea y los miembros de la comisión oficial, sino contra ellos».
El informe del KGB, desclasificado en marzo de 2003, rechazó varias teorías conspirativas e indicó que las acciones del personal de la base aérea contribuyeron al accidente. Sostiene que un controlador de tráfico aéreo le proporcionó a Gagarin información meteorológica desactualizada y que, en el momento de su vuelo, las condiciones habían empeorado significativamente. La tripulación en tierra también dejó adosados a la aeronave unos depósitos de combustible externos que su plan de vuelo no necesitaba. La investigación concluyó que el avión entró en barrena, ya fuera debido al impacto con un pájaro o por una maniobra repentina para esquivar a otro avión, pero por culpa del informe meteorológico desactualizado que tenían, los dos tripulantes creyeron que su altitud era mayor de lo que era y no pudieron reaccionar adecuadamente para detener la barrena del MiG-15. Otra teoría, propuesta en 2005 por el investigador original del accidente, plantea la hipótesis de que la tripulación o el piloto anterior dejó accidentalmente un respiradero de la cabina abierto, lo que les provocó asfixia y dejó a la tripulación incapaz de controlar el avión. Una teoría similar, publicada en la revista Air & Space, es que la tripulación detectó el respiradero abierto y ejecutó un descenso en picado, lo que les hizo perder el conocimiento y estrellarse.

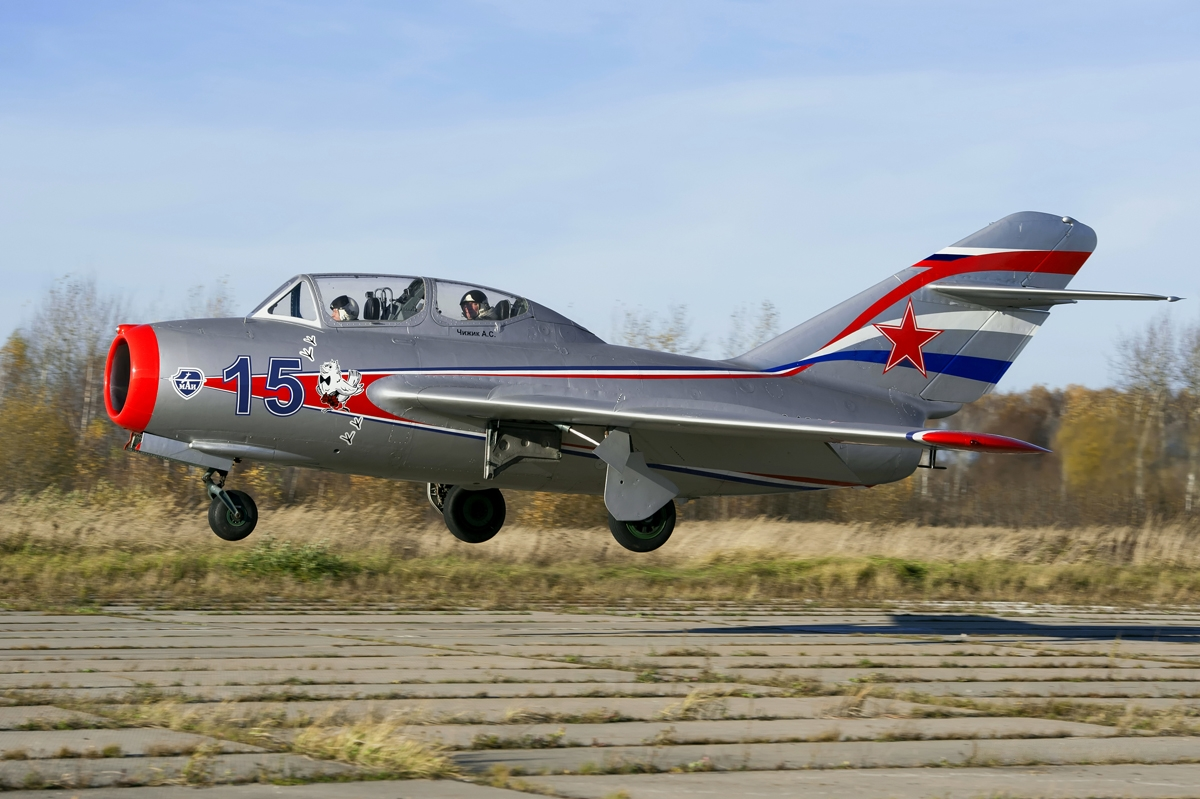
Un MiG-15UTI, el mismo tipo de avión en que se estrelló Gagarin.

El 12 de abril de 2007, el Kremlin –gobierno ruso– vetó una nueva investigación sobre el accidente porque no veían ninguna razón para ponerla en marcha. En abril de 2011, fueron desclasificados los documentos de una comisión de 1968 creada por el Comité Central del PCUS para investigar el accidente, los cuales revelaron que su conclusión original era que Gagarin o Seryoguin habían maniobrado bruscamente, ya fuera para evitar un globo meteorológico o para evitar la «entrada en el límite superior de la primera capa de nubes», lo que llevó al avión a un «régimen de vuelo supercrítico y a su inmersión en condiciones meteorológicas complejas».
Alekséi Leónov, miembro de una comisión estatal creada para investigar la muerte de Gagarin, estaba llevando a cabo sesiones de entrenamiento en paracaídas ese día y escuchó «dos ruidos fuertes a lo lejos». Creyó que un Sukhoi Su-15 volaba por debajo de su altitud mínima y, «sin darse cuenta debido a las malas condiciones meteorológicas, pasó a 10 o 20 metros del avión de Yuri y Seryoguin mientras rompía la barrera del sonido», creando una turbulencia que habría llevado al MiG-15UTI a una barrena incontrolable. Leónov dijo que el primer estallido que escuchó fue el del avión rompiendo la barrera del sonido y el segundo fue el accidente del avión. En una entrevista de junio de 2013 con la cadena de televisión rusa RT, Leónov afirmó que un informe sobre el accidente confirmó la presencia de otro avión, un Su-15 «no autorizado» que volaba por la zona, pero le habían prohibido, como condición para que se le permitiera hablar del informe desclasificado, que revelara el nombre del piloto del Su-15, un hombre que ya tenía 80 años y no gozaba de buena salud.

## Premios y honores

### Medallas y órdenes del mérito

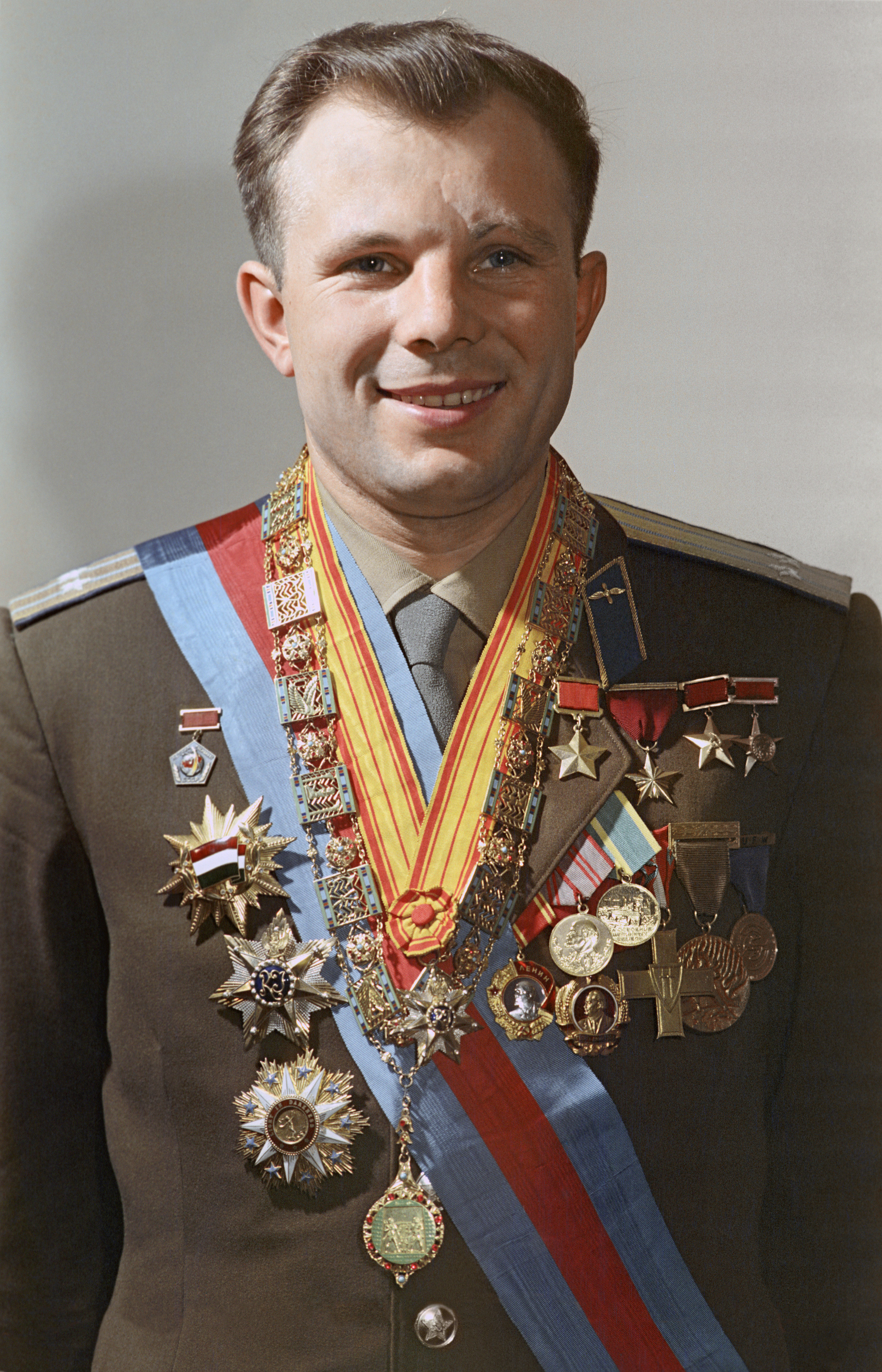
Gagarin con sus medallas.

El 14 de abril de 1961, Gagarin fue honrado con un desfile de diecinueve kilómetros de longitud al que asistieron millones de personas y que concluyó en la Plaza Roja. Después de un breve discurso, se le nombró Héroe de la Unión Soviética y se le galardonó con la Orden de Lenin, como Maestro de Mérito de Deportes de la Unión Soviética y como el primer Piloto-Cosmonauta de la URSS. El 15 de abril, la Academia Soviética de Ciencias le otorgó la Medalla de Oro Konstantín Tsiolkovski, que lleva el nombre del pionero ruso de la aeronáutica espacial. También recibió cuatro medallas conmemorativas soviéticas en el transcurso de su carrera.
En otros países recibió innumerables reconocimientos. En 1961 se le honró como Héroe del Trabajo Socialista en Checoslovaquia y en Bulgaria, país este último en el que además se le entregó la Orden de Georgi Dimitrov. En el octavo aniversario del comienzo de la Revolución Cubana (26 de julio), el presidente de Cuba Osvaldo Dorticós Torrado lo nombró primer comandante de la Orden Playa Girón, una medalla recién creada. En noviembre de 1963 fue condecorado por el presidente mexicano Adolfo López Mateos con la Orden del Águila Azteca durante su visita a la Ciudad de México.
Gagarin también recibió la Medalla Aérea de Oro de 1960 y la Medalla De la Vaulx de 1961 de la Federación Aeronáutica Internacional en Suiza. Recibió numerosos premios de otras naciones ese año, incluida la Estrella de la República de Indonesia (2.ª clase), la Orden de la Cruz de Grunwald (1.º Grado) en Polonia, la Orden de la Bandera de la República Popular de Hungría, el Premio Héroe del Trabajo de la República Democrática de Vietnam, la Medalla Italiana del Día de Colón y una Medalla de Oro de la Sociedad Interplanetaria Británica. El presidente de Brasil Jânio Quadros lo condecoró el 2 de agosto de 1961 con la Orden del Mérito Aeronáutico con grado de comandante. Durante una gira por Egipto a fines de enero de 1962, recibió la Orden del Nilo y las llaves de oro de las puertas de El Cairo. El 22 de octubre de 1963, Gagarin y Valentina Tereshkova fueron honrados con la Orden de Karl Marx de la República Democrática Alemana.

### Tributos

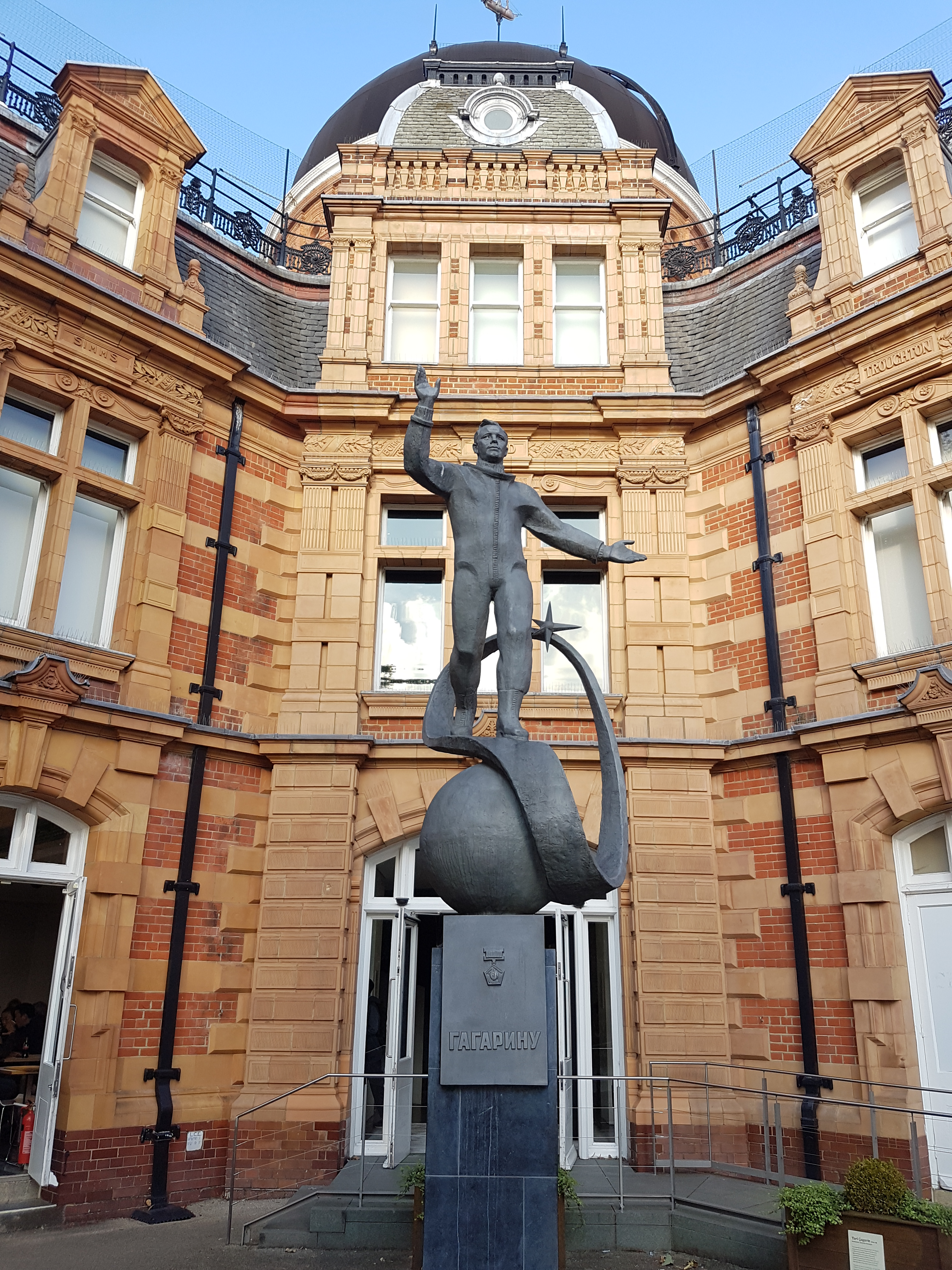
Estatua de Yuri Gagarin en el Real Observatorio de Greenwich, Londres.

La fecha del vuelo espacial de Gagarin, el 12 de abril, se conmemoró desde 1962 en la URSS y en la mayoría de sus antiguos territorios como el Día de la Cosmonáutica. Desde el año 2000 se celebra anualmente La noche de Yuri, una celebración internacional que conmemora hitos en la exploración espacial. En 2011 la efeméride fue declarada por las Naciones Unidas el Día Internacional de los Vuelos Espaciales Tripulados.
Numerosos edificios y lugares han recibido el nombre de Gagarin. El 30 de abril de 1968 fue bautizado el Centro de Entrenamiento de Cosmonautas Gagarin en la Ciudad de las Estrellas. La plataforma de lanzamiento en el cosmódromo de Baikonur desde donde se lanzaron las Sputnik 1 y Vostok 1 ahora se conoce como Plataforma Gagarin. El raión de Gagarin es un distrito urbano de Sebastopol, en Ucrania, que recibió su nombre cuando la zona pertenecía a la URSS, de la misma manera que la Academia de la Fuerza Aérea Gagarin de Rusia. En Varsovia está la calle Yuri Gagarin y en Armenia la localidad de Gagarin, nombrada así en 1961.
Gagarin ha sido honrado en la Luna por astronautas y astrónomos. Durante la misión Apolo 11 del programa espacial estadounidense en 1969, los astronautas Neil Armstrong y Buzz Aldrin dejaron en la superficie de la Luna una cartera conmemorativa que contenía medallas en recuerdo de los ya fallecidos Gagarin y Komarov. En 1971, los astronautas del Apolo 15 David Scott y James Irwin dejaron en su lugar de aterrizaje la pequeña escultura El Astronauta Caído como un monumento a los astronautas estadounidenses y los cosmonautas soviéticos que murieron en la carrera espacial; entre los quince nombres estaba el de Yuri Gagarin. En 1970, un cráter de 262 km de ancho en el otro lado de la Luna recibió su nombre. También fue incluido como miembro de la clase inaugural de 1976 del Salón Internacional de la Fama del Espacio en Nuevo México.

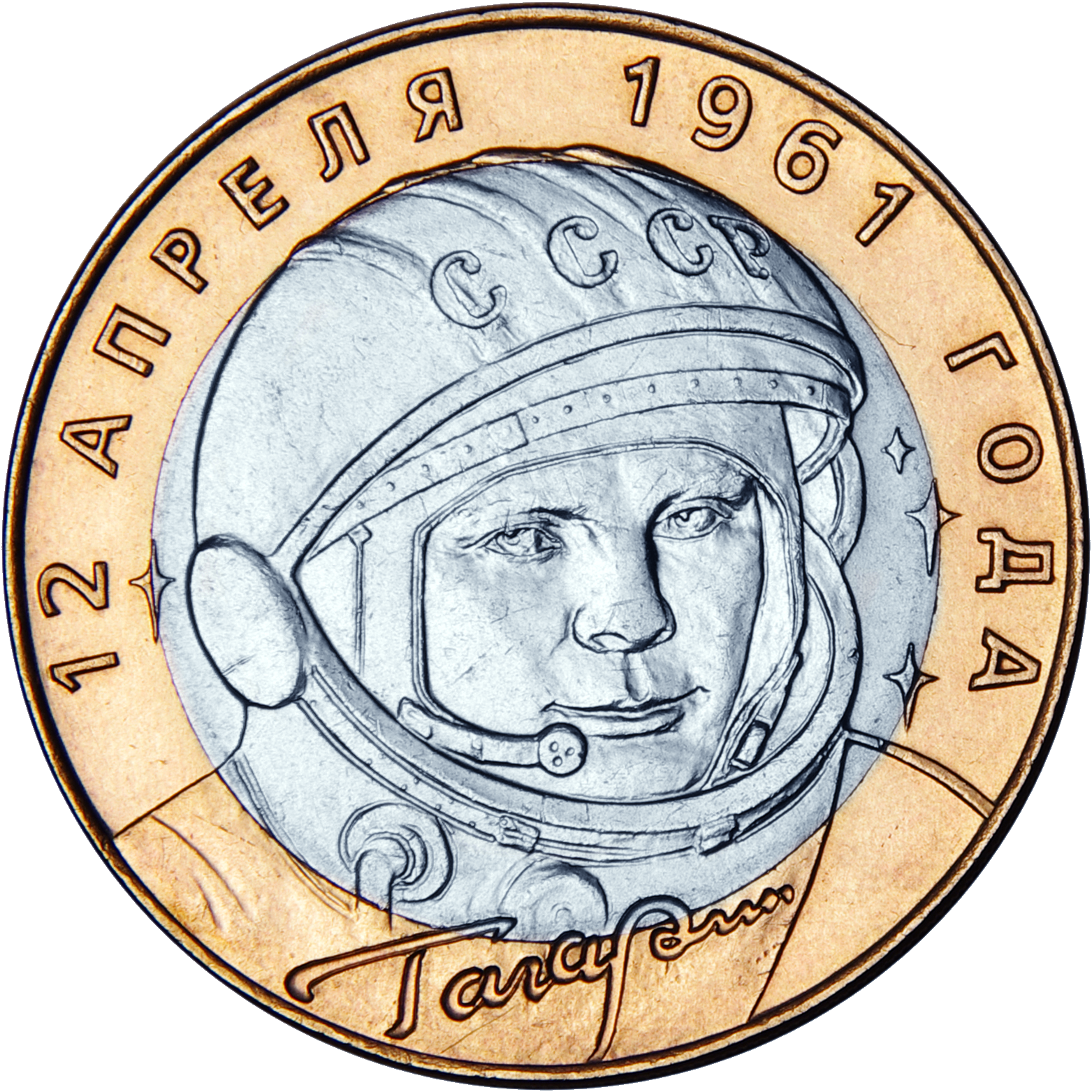
Moneda rusa de diez rublos de 2001 con el rostro de Gagarin.

El mundo de la música también ha querido honrar al pionero cosmonauta. La compositora Aleksandra Pájmutova y el poeta Nikolái Dobronrávov escribieron entre 1970 y 1971 un ciclo de canciones patrióticas soviéticas titulado La constelación Gagarin (Созвездье Гагарина, Sozvézdie Gagárina). La más famosa de estas canciones se refiere al ¡Poyéjali!. Su gesta también fue inspiración para las piezas «Hey Gagarin» de Jean-Michel Jarre en sus Métamorphoses, «Gagarin» de Public Service Broadcasting, y «Gagarin, I loved you» de Undervud.
El barco soviético de monitorización y control espacial Kosmonavt Yuri Gagarin estuvo en servicio entre 1971 y 1991, mientras que la aerolínea armenia Armavia puso en 2011 su nombre a su primer avión Sukhoi Superjet 100. La URSS acuñó dos monedas conmemorativas en el 20 y 30 aniversario de su vuelo, mientras que, en 2001, 40.º aniversario, se puso en circulación en Rusia una serie de cuatro monedas con el retrato de Gagarin. En 2011 también en Rusia se acuñó una moneda de oro por valor de mil rublos y una de plata de tres rublos en conmemoración del 50.º aniversario.
En 2008, la Liga Continental de Hockey, deporte al que era aficionado el cosmonauta, puso el nombre de Copa Gagarin a su trofeo de campeonato. En una encuesta de 2010 de la Space Foundation estadounidense, apareció como el sexto héroe espacial más popular. En 2013 se estrenó un docudrama ruso titulado Gagarin: First in Space (Гагарин. Первый в космосе or поехали!). Los intentos anteriores de contar en el cine su gesta fueron rechazados; de hecho, su familia emprendió acciones legales por su retrato en un drama ficticio y vetó un musical.

### Estatuas, monumentos y murales

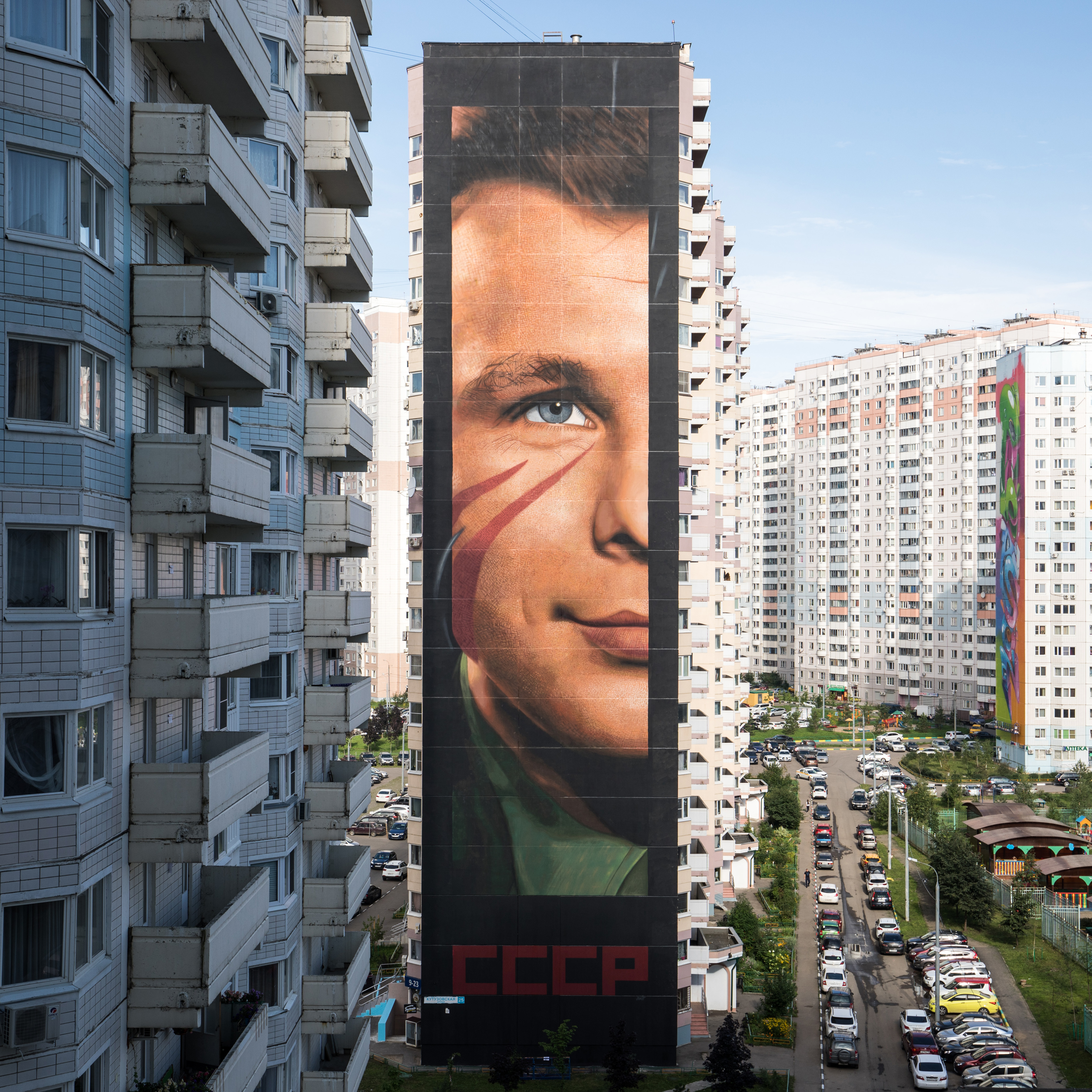
Mural con el rostro de Gagarin sobre un edificio en Odintsovo, obra de 2019 del artista Jorit.

Hay estatuas y monumentos de Gagarin en la ciudad que lleva su nombre, así como en Oremburgo, Cheboksary, Irkutsk, Izhevsk, Komsomolsk del Amur y Yoshkar-Olá en Rusia, así como en Nicosia en Chipre, Druzhkivka en Ucrania, Karagandá en Kazajistán y Tiráspol en Moldavia. El 4 de junio de 1980, se inauguró el Monumento a Yuri Gagarin en la Plaza Gagarin, Avenida de Lenin de Moscú. El monumento está montado sobre un pedestal de 38 m de altura y está hecho de titanio. Al lado de la columna hay una réplica del módulo de descenso utilizado durante su vuelo espacial.
En 2011 se desveló una estatua a Gagarin en el Arco del Almirantazgo, en Londres, enfrente de la estatua permanente de James Cook. Es una copia del monumento que se encuentra enfrente de la antigua escuela del cosmonauta en Liúbertsi. En 2013 la escultura fue trasladada a una ubicación permanente frente al Real Observatorio de Greenwich. En 2012 se colocó otra estatua en la sede original de los vuelos espaciales de la NASA en South Wayside Drive de Houston, Texas. Esta obra había sido completada en 2011 por Alekséi Leónov, que también es artista, y fue un regalo encargado por varias organizaciones rusas. La alcaldesa de la ciudad, Annise Parker, el administrador de la NASA Charles Bolden y el embajador de Rusia Serguéi Kisliak estuvieron presentes durante la dedicatoria del monumento. Asimismo, la Federación Rusa entregó bustos del cosmonauta a varias ciudades de India, entre ellas la que fue desvelada en el Planetario de Birla en Calcuta en 2012. En agosto de 2019 el artista italiano Jorit pintó el rostro de Gagarin en la fachada de un edificio de 22 plantas del distrito de Odintsovo, cerca de Moscú. Este mural es el mayor retrato del cosmonauta en todo el mundo.
El 4 de octubre de 2019, con la asistencia del cosmonauta Serguéi Revin, se llevó a cabo la inauguración de un busto de Gagarin en la ciudad de La Punta (San Luis), Argentina.

### 50.º aniversario

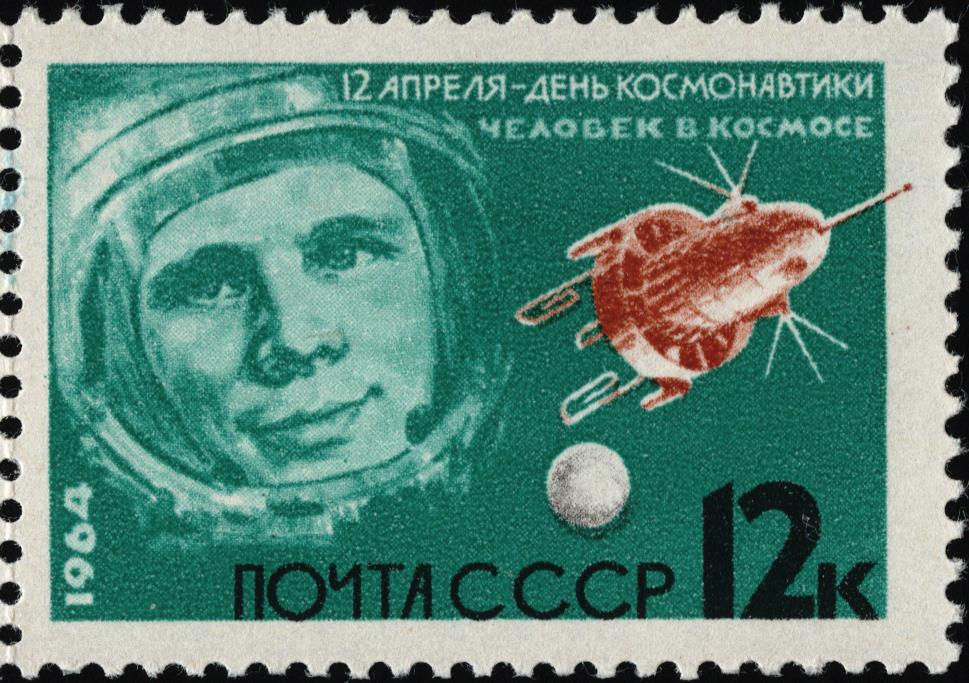
Sello postal soviético de 1964 en honor del viaje de Gagarin

El 12 de abril de 2011 se celebró en todo el mundo el 50.º aniversario del viaje espacial de Gagarin con actos en torno a lo que se ha llamado la noche de Yuri. La Agencia Espacial Europea (ESA) junto con las expediciones 26 y 27 en la Estación Espacial Internacional (EEI) colaboró en una película documental sobre su vuelo, First Orbit, que ofrece grabaciones del audio original del vuelo junto a filmaciones de la ruta de la Vostok 1. La expedición 27 —de tripulación rusa, estadounidense e italiana— embarcó en la Soyuz TMA-21, bautizada como Gagarin en su honor. Desde la EEI enviaron también un mensaje especial en video para desear al mundo una Feliz noche de Yuri, con camisetas con la imagen del piloto espacial.